# Via Imperii
La Via Imperii (voie impériale en latin) était l'une des routes commerciales européennes les plus connues, traversant le Saint-Empire romain germanique en reliant Rome à Stettin sur la mer Baltique. 

## Histoire
La Via Imperii s'est d'abord développée en tant qu'Untere Straße entre Augsbourg en Bavière et Venise qui représentait dès le XIIe siècle la « reine des mers », plaque tournante du commerce en Méditerranée et port d'attache des navires commerciaux vers l'Afrique. Un cavalier parcourait les 520 km de la Untere Straße en 10 jours et les commerçants équipés de chariots avançaient de 30 à 40 km par jour. La route était plus lente vers le sud que dans le sens inverse. Le principal col à traverser était le col du Brenner qui sépare aujourd'hui l'Autriche de l'Italie. En 1450, 6 500 chariots circulaient annuellement sur cette voie, ce qui représentait 90 % des échanges transalpins entre la Bavière et Venise. Les marchands itinérants étaient d'ailleurs tenus d'utiliser cette voie et d'en payer les droits d'étape.
En plus d'une voie commerciale, la route était également parcourue par de nombreux pèlerins qui se rendaient à Rome, Jérusalem ou Saint-Jacques-de-Compostelle. C'est ainsi que la Via Imperii s'est développée jusqu'à avoir une longueur de presque 2 000 km, vers Stettin sur la Baltique voire au-delà vers Danzig et Königsberg (actuelle Kaliningrad).
Une étape importante, à la hauteur de Leipzig en Saxe, était le carrefour avec la Via Regia, axe d'ouest en est qui allait de Cassel (Mayence) sur le Rhin à Breslau en Silésie. Le croisement des deux axes, au « village des tilleuls », est devenu un lieu important de commerce et de foire. 
Aujourd'hui la Via Imperii recoupe en grande partie la Bundesstraße 2 en Allemagne, les Landesstraßen B 182 et B 177 en Autriche ainsi que la Strada statale 12 en Italie.

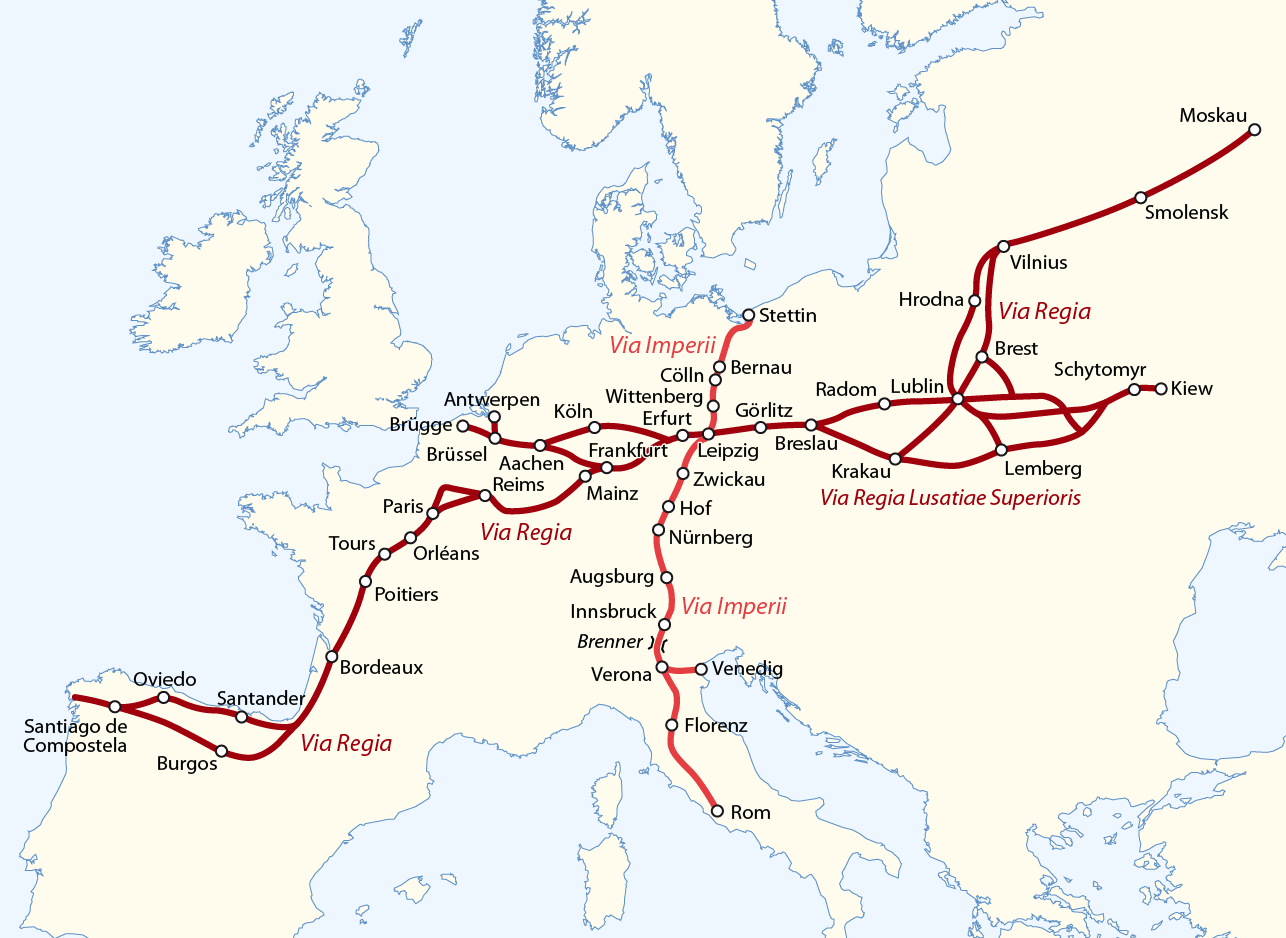
La Via Regia et la Via Imperii.

## Étapes
| Stettin Bernau bei Berlin Cölln/Berlin Wittemberg Leipzig – croisement avec la Via Regia Connewitz Markkleeberg Borna Regis Altenburg Ponitz Zwickau | Reichenbach Mylau Plauen Hof Münchberg Gefrees Berneck Bayreuth Pottenstein Gräfenberg Nürnberg Schwabach | Weißenburg Donauwörth Augsbourg Landsberg am Lech Schongau Rottenbuch Bad Bayersoien Oberammergau Ettal Oberau Farchant Partenkirchen | Mittenwald Seefeld in Tirol Innsbruck Matrei am Brenner Col du Brenner Vipiteno Bressanone Bolzano Trente Vérone – bifurcation vers Venise Florence Rome |